# Serinyà
Serinyà är en kommun i Spanien.   Den ligger i provinsen Província de Girona och regionen Katalonien, i den östra delen av landet, 600 km öster om huvudstaden Madrid. Antalet invånare är 1 122. Arean är 17,4 kvadratkilometer. Serinyà gränsar till Sant Ferriol, Maià de Montcal, Esponellà, Porqueres och Sant Miquel de Campmajor. 
Terrängen i Serinyà är platt åt nordost, men åt sydväst är den kuperad.